# The Jungle (film uit 1967)
The Jungle is een korte Amerikaanse documentaire uit 1967 geregisseerd door een groep Afro-Amerikaanse straatjongeren en volgt hun leven in de straten van Philadelphia.
De film werd in 2009 in het National Film Registry opgenomen ter conservatie.